# Coupe d'Europe des vainqueurs de coupe de football 1992-1993
Navigation
Coupe des coupes 1991-1992 Coupe des coupes 1993-1994
La Coupe d'Europe des vainqueurs de coupe 1992-1993 voit le sacre du club italien du Parme AC, qui bat les Belges du Royal Antwerp FC lors de la finale disputée au Stade de Wembley de Londres.
C'est le tout premier titre européen pour le club de Parme et la cinquième Coupe des Coupes pour le football italien. Quant au Royal Antwerp, pour sa seule et unique participation à la C2, il réussit la meilleure performance européenne de son histoire avec cette finale perdue.
C'est l'attaquant belge du Royal Antwerp, Alexandre Czerniatynski qui remporte le titre de meilleur buteur de l'épreuve avec sept réalisations.
De nombreux changements ont lieu par rapport à l'édition précédente.
La réunification de l'Allemagne entraîne la disparition du représentant de la RDA, et dans les Balkans, la situation politique provoque l'absence des clubs de Yougoslavie et d'Albanie. Il n'y a également plus de représentant de l'Union soviétique depuis sa disparition.
A contrario, plusieurs fédérations, nouvellement intégrées à l'UEFA, engagent une équipe pour la première fois en Coupe des Coupes; il s'agit du Liechtenstein, de l'Ukraine, de la Russie, d'Israël (qui passe de la confédération asiatique à la zone Europe), de la Slovénie et des Îles Féroé.

## Tour préliminaire
| Équipe 1        | Résultat | Équipe 2             | Aller | Retour |
| --------------- | -------- | -------------------- | ----- | ------ |
| NK Maribor      | 5 - 2    | Ħamrun Spartans FC   | 4 - 0 | 1 - 2  |
| Strømsgodset IF | 0 - 4    | Hapoël Petah-Tikvah  | 0 - 2 | 0 - 2  |
| FC Vaduz        | 1 - 12   | Tchornomorets Odessa | 0 - 5 | 1 - 7  |
| Avenir Beggen   | 2 - 1    | B36 Tórshavn         | 1 - 0 | 1 - 1  |

## Seizièmes de finale
| Équipe 1            | Résultat      | Équipe 2                  | Aller | Retour |
| ------------------- | ------------- | ------------------------- | ----- | ------ |
| Miedź Legnica       | 0 - 1         | AS Monaco                 | 0 - 1 | 0 - 0  |
| Olympiakos Le Pirée | 3 - 1         | Tchornomorets Odessa      | 0 - 1 | 3 - 0  |
| Trabzonspor         | 4 - 2         | TPS Turku                 | 2 - 0 | 2 - 2  |
| NK Maribor          | 1 - 9         | Atlético de Madrid        | 0 - 3 | 1 - 6  |
| Werder Brême        | 4 - 3         | Hanovre 96                | 3 - 1 | 1 - 2  |
| Airdrieonians FC    | 1 - 3         | AC Sparta Prague          | 0 - 1 | 1 - 2  |
| Parme AC            | 2 - 1         | Újpest FC                 | 1 - 0 | 1 - 1  |
| Valur Reykjavik     | 0 - 3         | Boavista FC               | 0 - 0 | 0 - 3  |
| PFK Levski Sofia    | 2 - 2e        | FC Lucerne                | 2 - 1 | 0 - 1  |
| Feyenoord Rotterdam | 2e - 2        | Hapoël Petah-Tikvah       | 1 - 0 | 1 - 2  |
| FK Spartak Moscou   | 5 - 1         | Avenir Beggen             | 0 - 0 | 5 - 1  |
| Liverpool FC        | 8 - 2         | Apollon Limassol          | 6 - 1 | 2 - 1  |
| Cardiff City FC     | 1 - 3         | VfB Admira Wacker Mödling | 1 - 1 | 0 - 2  |
| Glenavon FC         | 2 - 2 1-3 tab | Royal Anvers FC           | 1 - 1 | 1 - 1  |
| AIK Fotboll         | 4 - 4e        | AGF Århus                 | 3 - 3 | 1 - 1  |
| Bohemian FC         | 0 - 4         | FC Steaua Bucarest        | 0 - 0 | 0 - 4  |

## Huitièmes de finale
| Équipe 1                  | Résultat | Équipe 2            | Aller | Retour     |
| ------------------------- | -------- | ------------------- | ----- | ---------- |
| AS Monaco                 | 0 - 1    | Olympiakos Le Pirée | 0 - 1 | 0 - 0      |
| Trabzonspor               | 0 - 2    | Atlético de Madrid  | 0 - 2 | 0 - 0      |
| Werder Brême              | 2 - 4    | Sparta Prague       | 2 - 3 | 0 - 1      |
| Parme AC                  | 2 - 0    | Boavista FC         | 0 - 0 | 2 - 0      |
| FC Lucerne                | 2 - 4    | Feyenoord Rotterdam | 1 - 0 | 1 - 4      |
| Spartak Moscou            | 6 - 2    | Liverpool FC        | 4 - 2 | 2 - 0      |
| VfB Admira Wacker Mödling | 6 - 7    | Royal Anvers FC     | 2 - 4 | 4 - 3 a.p. |
| AGF Århus                 | 4 - 4e   | FC Steaua Bucarest  | 3 - 2 | 1 - 2      |

## Quarts de finale
| Équipe 1            | Résultat | Équipe 2           | Aller | Retour |
| ------------------- | -------- | ------------------ | ----- | ------ |
| Olympiakos Le Pirée | 2 - 4    | Atlético de Madrid | 1 - 1 | 1 - 3  |
| Sparta Prague       | 0 - 2    | Parme AC           | 0 - 0 | 0 - 2  |
| Feyenoord Rotterdam | 1 - 4    | Spartak Moscou     | 0 - 1 | 1 - 3  |
| Royal Anvers FC     | 1e - 1   | FC Steaua Bucarest | 0 - 0 | 1 - 1  |

## Demi-finales
| Équipe 1           | Résultat | Équipe 2        | Aller | Retour |
| ------------------ | -------- | --------------- | ----- | ------ |
| Atlético de Madrid | 2 - 2e   | Parme AC        | 1 - 2 | 1 - 0  |
| Spartak Moscou     | 2 - 3    | Royal Anvers FC | 1 - 0 | 1 - 3  |

## Finale
| 12 mai 1993 | Parme AC                            | 3 – 1 | Royal Antwerp | Stade de Wembley, Londres                               |                                                         |
|             | Minotti 9e · Melli 30e · Cuoghi 84e |       | Severeyns 11e | Spectateurs : 37 393 Arbitrage : Karl-Josef Assenmacher | Spectateurs : 37 393 Arbitrage : Karl-Josef Assenmacher |

| PARME :       |    |                     |  |     |
|               |    |                     |  |     |
| GK            | 1  | Marco Ballotta      |  |     |
| DF            | 2  | Antonio Benarrivo   |  |     |
| DF            | 3  | Alberto Di Chiara   |  |     |
| DF            | 4  | Lorenzo Minotti     |  |     |
| DF            | 5  | Luigi Apolloni      |  |     |
| DF            | 6  | Georges Grün        |  |     |
| FW            | 7  | Alessandro Melli    |  |     |
| MF            | 8  | Daniele Zoratto     |  | 26e |
| MF            | 9  | Marco Osio          |  | 75e |
| MF            | 10 | Stefano Cuoghi      |  |     |
| FW            | 11 | Tomas Brolin        |  |     |
| Remplaçants : |    |                     |  |     |
| GK            | 12 | Marco Ferrari       |  |     |
| DF            | 13 | Salvatore Matrecano |  |     |
| MF            | 14 | Gabriele Pin        |  | 26e |
| MF            | 15 | Fausto Pizzi        |  | 75e |
| FW            | 16 | Faustino Asprilla   |  |     |
| Entraîneur :  |    |                     |  |     |
| Nevio Scala   |    |                     |  |     |

| ROYAL ANVERS : |    |                         |  |     |
|                |    |                         |  |     |
| GK             | 1  | Stevan Stojanović       |  |     |
| DF             | 2  | Wim Kiekiens            |  |     |
| DF             | 3  | Nico Broeckaert         |  |     |
| DF             | 4  | Rudi Taeymans           |  |     |
| DF             | 5  | Rudi Smidts             |  |     |
| MF             | 6  | Dragan Jakovljević      |  | 51e |
| MF             | 7  | Ronny van Rethy         |  |     |
| MF             | 8  | Didier Segers           |  | 82e |
| FW             | 9  | Francis Severeyns       |  |     |
| MF             | 10 | Hans-Peter Lehnhoff     |  |     |
| FW             | 11 | Alexandre Czerniatynski |  |     |
| Remplaçants :  |    |                         |  |     |
|                | 12 | Geert Emmerechts        |  |     |
|                | 13 | Garry de Graef          |  |     |
| MF             | 14 | Patrick van Veirdeghem  |  | 51e |
| FW             | 15 | Noureddine Moukrim      |  | 82e |
| GK             | 16 | Wim De Coninck          |  |     |
| Entraîneur :   |    |                         |  |     |
| Walter Meeuws  |    |                         |  |     |